# Koulamoutou

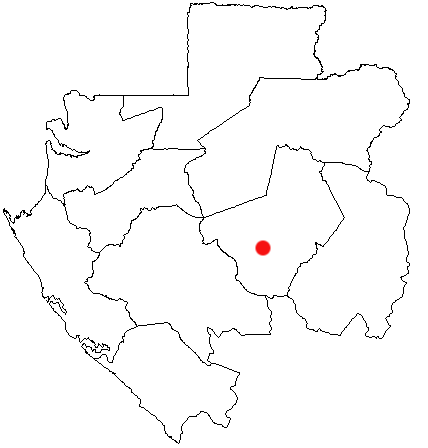
Localização de Koulamoutou.

Koulamoutou é a capital e maior cidade da província de Ogooué-Lolo, no Gabão. No último censo realizado e 1993 possuía 11.773 habitantes.
A cidade está situada na confluência do rio Lola e do rio Bouenguidi. As montanhas Du Chaillu e as cataratas de Mbougou estão localizadas próximas a cidade.